# Faust Eric
Eric (auch Faust Eric) ist ein Roman von Terry Pratchett. Er ist der neunte Scheibenwelt-Roman. Josh Kirby illustrierte die Hardcover-Erstausgabe von 1990. Die späteren Paperbacks sind größtenteils nicht illustriert. In deutscher Sprache erschien er 1992 im Heyne Verlag.
Der Protagonist ist wieder einmal Rincewind, der dieses Mal auf seinem Abenteuer von dem Dämonologen Eric begleitet wird. Der Titelheld tritt nur in diesem Roman in Erscheinung. Faust Eric paraphrasiert Goethes Faust und Dantes Inferno.

## Handlung
Der dreizehnjährige Eric Thursley will einen Dämonen beschwören, der ihm drei Wünsche erfüllt. Als Ergebnis dessen befreit er Rincewind aus der Kerkerdimension, in die dieser am Ende von Der Zauberhut verschollen war. Überraschenderweise findet sich Rincewind, der eigentlich unfähige Zauberer, in der Lage, Erics Wünsche mit einem Fingerschnippen zu erfüllen. Seine Wahl entspricht dem zu erwartenden Durchschnitt pubertierender Jugendlicher: die Herrschaft über die ganze Welt, die schönste Frau der Welt und ewiges Leben.
Begleitet von Rincewinds intelligenter Birnbaumholztruhe geraten die beiden in überaus wunschaffine Szenarien, allerdings stets mit einem kleinen Haken.
Der Wunsch nach der Weltherrschaft bringt die beiden in die Hände eines aztekischen Urwaldvolks, das Eric zwar die nötige Anerkennung entgegenbringt und ihn auch als Herrscher verehrt, mit seiner Krönung aber gleichzeitig seine Opferung organisiert. Durch einen Zufall können sie aus dieser Situation fliehen und setzen ihre Reise fort. Erics Wunsch nach der schönsten Frau der Welt führt ihn direkt nach Tsort, zu Elenor (an Homers Helena aus der Ilias angelehnt) und damit mitten in einen Krieg (wiederum angelehnt an den Trojanischen Krieg). Elenor galt zwar zu ihrer Zeit als schönste Frau der Welt, jedoch dauert die Belagerung schon einige Zeit, kombiniert mit der Geburt mehrerer Kinder führte dies zum Verlust ihrer jugendlichen Schönheit. Der Wunsch nach ewigem Leben bringt sie mit einem Schöpfer in Kontakt, der freundlich anbietet doch da zu bleiben und das Schicksal seiner Schöpfung bis zu ihrem Ende zu verfolgen. Sie finden sich also auf einer gerade erschaffenen Welt wieder, wo sie zum ewigen Leben verdammt erst einmal Jahrtausende auf die Entwicklung von intelligentem Leben warten müssten. Doch schafft Eric es, ein Portal zu beschwören, unglücklicherweise führt sie dies direkt in die Hölle.
Im letzten Kapitel machen Eric und sein „Dämon“ Rincewind die Bekanntschaft von Astfgl, dem neuen, obersten Dämonenfürsten. Er hat die guten alten Höllenqualen durch die wahrhaft qualvollen Mechanismen von Bürokratie und Langeweile ersetzt. Damit stößt er auf wenig Gegenliebe, weder bei seinen Mitdämonen noch bei den gequälten Seelen. Im Laufe ihrer Abenteuer wird klar, dass keinesfalls Rincewind für die erstaunlichen Ereignisse verantwortlich ist, sondern ein höllischer Systemkonflikt. Am Ende gelingt ihnen auch die Flucht aus der Hölle, was sie einem gerade stattfindenden Machtwechsel sowie der Gutmütigkeit einiger Dämonen zu verdanken haben. Auf einer endlosen Treppe, deren Stufen mit diversen Vorsätzen gepflastert sind, kehren Rincewind und Eric schließlich in die Scheibenwelt-Realität zurück.